# Crise constitucional na Polônia desde 2015
A crise constitucional polonesa que decorre desde 2015, também conhecida como crise do Estado de direito na Polônia, é um conflito político em que o governo da Polônia é acusado de não cumprir a lei constitucional europeia e polonesa. As eleições de 2015 resultaram na conquista do controle da presidência e do parlamento pelo partido Lei e Justiça (Prawo i Sprawiedliwość, PiS). Com esta trifecta governamental como resultado de sua participação na Direita Unida, o PiS usou seu poder para nomear juízes para o Tribunal Constitucional em 2015, levando à crise. O governo polonês continuou a expandir seu controle sobre o judiciário, resultando em uma  crise com a Suprema Corte em 2017 e na lei do painel disciplinar judicial de 2019. Esses eventos permitiram que o legislativo e o executivo do governo polonês tivessem controle de facto sobre os juízes e suas nomeações. 
Essas ações foram condenadas pela União Europeia, que deu início a um processo do Artigo 7 contra a Polônia. A Comissão Europeia remeteu a Polónia para o Tribunal Europeu de Justiça, afirmando em 2017, "os poderes executivo e legislativo foram sistematicamente habilitados a interferir politicamente na composição, competências, administração e funcionamento do poder judiciário." Em 2019 e 2020, o Tribunal Europeu de Justiça julgou contra a Polônia no processo  ordenando-lhe a suspensão de várias leis que interferem com a independência do poder judiciário, mas essas decisões foram amplamente ignoradas na Polônia. A crise colocou brevemente em risco o orçamento da UE para o coronavírus, que permitiu que fundos fossem disponibilizados aos Estados-membros da UE sob a condição de "estado de direito", uma cláusula que tanto o governo polonês quanto o governo húngaro ameaçaram vetar em 2020. 

Países autocratizando (vermelho) ou democratizando (azul) de forma substancial e significativa (2010-2020). Os países em cinza permaneceram substancialmente inalterados. A Polônia foi durante esta década um dos países com mais retrocessos democráticos.

Desde as mudanças no sistema judiciário, uma série de protestos ocorreram em decorrência das próprias mudanças, de decisões do novo sistema judiciário ou de outra ação legislativa considerada uma violação da legislação europeia ou internacional em matéria de direitos humanos. Isso inclui o Protesto Negro e a Greve das Mulheres contra as restrições aos direitos das mulheres, a Crise do Sejm Polonês contra as restrições à liberdade de imprensa e os protestos LGBT de 2020 contra as restrições aos direitos LGBT. Essas decisões e ações legislativas com a ação de protesto correspondente exacerbaram a crise na Polônia.

## Papel da União Europeia
Ao abrigo da legislação da União Europeia, o Tribunal Europeu de Justiça pode anular as leis dos Estados-membros se as leis forem incompatíveis com os Tratados da União Europeia. Os exemplos incluem independência judicial, direitos humanos (incluindo direitos das mulheres e direitos LGBT) e liberdade de imprensa. Assim, a Comissão Europeia refere-se à falta de Estado de direito na Polônia, uma vez que a legislação da União não está a ser aplicada. O artigo 7.º do Tratado da União Europeia permite à União suspender os direitos de adesão se uma nação violar o artigo 2.º, nomeadamente "respeito pela dignidade humana, liberdade, democracia, igualdade, Estado de direito e respeito pelos direitos humanos, incluindo os direitos de pessoas pertencentes a minorias". No entanto, isso estaria sujeito a um veto por qualquer outro Estado-membro, com a Hungria indicando que vetaria tal ação. Apesar disso, foram feitas tentativas para introduzir sanções ou condicionar o financiamento ao Estado de direito, como no orçamento da Next Generation EU  dos Fundos Estruturais e do Fundo de Coesão.